# Juris Tone
Juris Tone   (Riga, 26 de maig de 1961) és un atleta i pilot de bob letó, ja retirat, que va competir durant les dècades de 1980 i 1990. Primer ho va fer sota bandera de la Unió Soviètica i amb la dissolució de la URSS ho va fer sota bandera letona.
Tone s'inicià en l'atletisme, guanyant nombrosos campionats de Letònia en els 100 metres, 4x100 metres i salt de llargada. Aconseguí nombrosos rècords nacionals. El del salt de llargada, amb 8m 07cm, va ser vigent fins al 2016, quan Elvijs Misāns el va millorar. El rècord dels 4x100, amb 39.32", encara és vigent.
El 1988 va prendre part en els Jocs Olímpics d'Hivern de Calgary, on guanyà la medalla de bronze en la prova de bobs a quatre del programa de bob. Formà equip amb Jānis Ķipurs, Guntis Osis i Vladimir Koslov. Als 1992 i 1994, com a membre de l'equip letó, finalitzà en posicions força endarrerides.